# World Professional Darts Championship 1980
De Embassy World Professional Darts Championship 1980 was de 3e editie van het internationale dartstoernooi World Professional Darts Championship georganiseerd door de BDO en werd gehouden van 2 februari 1980 tot en met 9 februari 1980 in het Engelse Stoke-on-Trent. Net als vorig jaar waren er 24 deelnemers en kregen de 8 geplaatste spelers een bye in de eerste ronde.

## Prijzengeld
Het totale prijzengeld bedroeg £15.000,- (plus £12.000 voor een 9-darter (niet gewonnen)) en was als volgt verdeeld:
| Plaats        | Prijzengeld |
| ------------- | ----------- |
| Winnaar       | £4.500      |
| Runner-up     | £2.000      |
| Derde plaats  | £1.500      |
| Vierde plaats | £1.000      |
| Kwartfinalist | £500        |
| 2e ronde      | £300        |
| 1e ronde      | £200        |

## Alle wedstrijden

### Eerste ronde (best of 3 sets)
| Cliff Lazarenko | Engeland  | - | Paul Gosling   | Engeland  | 2 - 0 |
| Alan Grant      | Australië | - | Allan Hogg     | Canada    | 2 - 1 |
| Dave Whitcombe  | Engeland  | - | Len Heard      | USA       | 2 - 0 |
| Tony Sontag     | Engeland  | - | Rab Smith      | Schotland | 2 - 1 |
| Terry O'Dea     | Australië | - | Eric MacLean   | Schotland | 2 - 1 |
| Bill Lennard    | Engeland  | - | Stefan Lord    | Zweden    | 2 - 1 |
| Doug McCarthy   | Engeland  | - | Conrad Daniels | USA       | 2 - 0 |
| Tony Clark      | Wales     | - | Alan Glazier   | Engeland  | 2 - 0 |

### Tweede ronde (best of 3 sets)
| John Lowe       | Engeland  | - | Cliff Lazarenko | Engeland  | 0 - 2 |
| Ceri Morgan     | Wales     | - | Alan Grant      | Australië | 2 - 0 |
| Bobby George    | Engeland  | - | Dave Whitcombe  | Engeland  | 2 - 0 |
| Leighton Rees   | Wales     | - | Tony Sontag     | Engeland  | 2 - 0 |
| Tony Brown      | Engeland  | - | Terry O'Dea     | Australië | 2 - 0 |
| Nicky Virachkul | USA       | - | Bill Lennard    | Engeland  | 0 - 2 |
| Jocky Wilson    | Schotland | - | Doug McCarthy   | Engeland  | 2 - 0 |
| Eric Bristow    | Engeland  | - | Tony Clark      | Wales     | 2 - 0 |

### Kwartfinale (best of 5 sets)
| Cliff Lazarenko | Engeland  | - | Ceri Morgan   | Wales    | 3 - 1 |
| Bobby George    | Engeland  | - | Leighton Rees | Wales    | 3 - 1 |
| Tony Brown      | Engeland  | - | Bill Lennard  | Engeland | 3 - 0 |
| Jocky Wilson    | Schotland | - | Eric Bristow  | Engeland | 0 - 3 |

### Halve finale (best of 7 sets)
| Cliff Lazarenko | Engeland | - | Bobby George | Engeland | 1 - 4 |
| Tony Brown      | Engeland | - | Eric Bristow | Engeland | 3 - 4 |

### Derde plaats (best of 3 sets)
| Cliff Lazarenko | Engeland | - | Tony Brown | Engeland | 0 - 2 |

### Finale (best of 9 sets)
| Bobby George | Engeland | - | Eric Bristow | Engeland | 3 - 5 |

World Cup Darts (WDF)

1977 · 1979 · 1981 · 1983 · 1985 · 1987 · 1989 · 1991 · 1993 · 1995 · 1997 · 1999 · 2001 · 2003 · 2005 · 2007 · 2009 · 2011 · 2013 · 2015 · 2017 · 2019 · 2021 · 2023
World Darts Championship (BDO)

1978 · 1979 · 1980 · 1981 · 1982 · 1983 · 1984 · 1985 · 1986 · 1987 · 1988 · 1989 · 1990 · 1991 · 1992 · 1993 · 1994 · 1995 · 1996 · 1997 · 1998 · 1999 · 2000 · 2001 · 2002 · 2003 · 2004 · 2005 · 2006 · 2007 · 2008 · 2009 · 2010 · 2011 · 2012 · 2013 · 2014 · 2015 · 2016 · 2017 · 2018 · 2019 · 2020
World Darts Championship (PDC)

1994 · 1995 · 1996 · 1997 · 1998 · 1999 · 2000 · 2001 · 2002 · 2003 · 2004 · 2005 · 2006 · 2007 · 2008 · 2009 · 2010 · 2011 · 2012 · 2013 · 2014 · 2015 · 2016 · 2017 · 2018 · 2019 · 2020 · 2021 · 2022 · 2023 · 2024 · 2025
World Darts Championship (WDF)

2022 · 2023 · 2024
World Seniors Darts Championship (WSDT)

2022 · 2023 · 2024 · 2025